# Johannes Mendlik
Johannes Mendlik (Rotterdam, 19 oktober 1935 – Bloemendaal, 16 november 2022) was een Nederlands jurist.
Johannes was zoon van chemicus dr. Ferencz Mendlik en de Hongaarse Emilia Gyermek. Hij was een kleinzoon van de Hongaars-Nederlandse kunstschilder Oszkár Mendlik en diens echtgenote, de beeldhouwster Julie Mijnssen. Hij studeerde rechten aan de Universiteit Leiden van 1955 tot 1961. Na zijn studie werd hij in 1961 rechterlijk ambtenaar in opleiding (raio) bij de Rechtbank Breda (tegenwoordig opgegaan in de Rechtbank Zeeland-West-Brabant), waar hij na enige andere functies te hebben uitgeoefend in 1970 rechter werd. In 1978 werd hij vicepresident van de rechtbank en van 1986 tot 1994 was hij president; aansluitend was hij van 1994 tot 2000 president van de Rechtbank Rotterdam. Tijdens zijn presidentschap daar was hij betrokken bij de modernisering van de rechtbank en het opzetten van de Raad voor de rechtspraak.
Mendlik was Officier in de Orde van Oranje-Nassau; toen hij president van de Rotterdamse rechtbank was weigerde hij benoeming tot ridder in diezelfde orde, omdat hij dat ongepast vond. Hij was getrouwd met Christine van Heuven (1935-2024). Hun dochter Julia Mendlik was van 2016 tot 2021 president van de Rechtbank Midden-Nederland en is sinds 2022 president van de Rechtbank Rotterdam, wat haar vader al eerder was.